# 比兰维尔
比兰维尔（法語：Bullainville，法語發音：[bylɛ̃vil]）是法国厄尔-卢瓦省的一个市镇，位于该省南部，属于沙托丹区。

## 地理
比兰维尔（48°10'16"N, 1°30'37"E）面积6.66 平方千米，位于法国中央-卢瓦尔河谷大区厄尔-卢瓦省，该省份为法国北部内陆省份，北起顺时针与厄尔省、伊夫林省、埃松省、卢瓦雷省、卢瓦-谢尔省、萨尔特省和奧恩省接壤。
与比兰维尔接壤的市镇（或旧市镇、城区）包括：讷维昂迪努瓦、维利耶圣奥里安、桑什维尔。

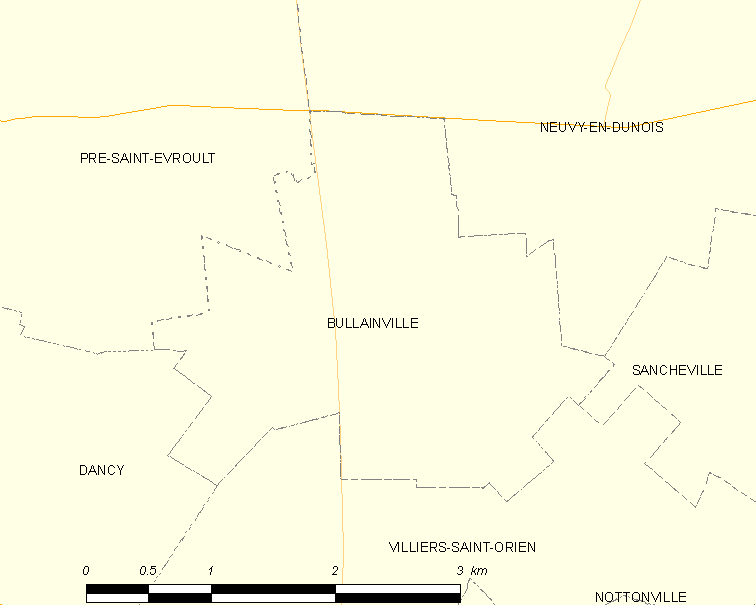
比兰维尔的OSM定位图

比兰维尔的时区为UTC+01:00、UTC+02:00（夏令时）。

## 行政
比兰维尔的邮政编码为28800，INSEE市镇编码为28065。

## 政治
比兰维尔所属的省级选区为莱维拉日沃韦安县。

## 人口

1962-2008年间比兰维尔人口变化图示

比兰维尔于2022年1月1日时的人口数量为111人。